# Bruce Dickins
Bruce Dickins (26 octobre 1889 - 4 janvier 1978), est un historien et professeur d'ancien anglais.

## Biographie
Diplômé du Magdalene College de Cambridge, est professeur de langue anglaise à l'Université de Leeds de 1931 à 1946 (où il succède à E. V. Gordon), enseignant l'anglais médiéval et le vieux norrois. Il siège au comité exécutif de la Yorkshire Society for Celtic Studies de 1931  à au moins 1943 étant président en 1936-37 et éditant plusieurs numéros de son journal, Yorkshire Celtic Studies.
Dickins devient professeur Elrington et Bosworth d'anglo-saxon, Université de Cambridge, de janvier 1946 à septembre 1957 (quand il est remplacé par Dorothy Whitelock) puis professeur émérite ; et membre du Corpus Christi College de Cambridge à partir de 1946. Il est remplacé comme professeur à Leeds par Harold Orton (en), et à certains égards aussi par AR Taylor.
En novembre 1947, lorsque la question de l'adhésion à part entière des femmes à l'Université de Cambridge est débattue pour la quatrième fois, et qu'une proposition visant à accorder une pleine égalité est proposée par une commission nommée pour faire rapport sur la question, il n'y a qu'un seul orateur lors de la réunion qui s'oppose à la proposition et c'est Bruce Dickins.
Le soixante-dixième anniversaire de Dickins est marqué par la publication d'un Festschrift.